# Bosque de Subic
Bosque de Subic es un bosque nacional que constituye un área protegida, que se extienden desde el Parque nacional de la Bahía de Subic subiendo por la ladera volcánica del noroeste del Monte Natib en el Parque Nacional Bataan, parte del país asiático de las Filipinas.
El bosque de Subic se encuentra en la parte occidental de la isla de Luzón, en la provincia de Bataan, en Luzón Central, cerca de la ciudad de Los Ángeles al este de Manila. Está en la "ecorregión de bosques tropicales montanos de Luzón".